# Allium rausii
Allium rausii — вид рослин з родини амарилісових (Amaryllidaceae); ендемік Греції.

## Опис
Цибулина яйцювата, довжиною 15–20 мм, шириною 12–16 мм; зовнішні оболонки темно-коричневі; внутрішні — білуваті. Стебло заввишки 30–50 см, прямовисне, діаметром 2–4 мм, вкрите листовими піхвами на 1/3–1/2 довжини. Листків 5–6, завдовжки 10–20 см, до 2.5 мм завширшки. Суцвіття півсферичне, розлоге, багатоквіткове (до 70 квіток) з нерівними квітконіжками завдовжки 15–35 мм. Оцвітина дзвінчаста; листочки оцвітини еліптичні, зеленувато-жовті з коричневим відтінком, з верхівкою округлою і шпилястою, довжиною 6–7 мм, шириною 2.5–2.7 мм. Тичинкові нитки білі, пиляки жовті. Коробочка субкуляста, звужується біля основи, 4.5–6 × 4.5–5 мм. 2n=16.

## Поширення
Ендемік гори Осса, Греції.
Зростає на кремнієвих субстратах і пов'язаний із затіненими ділянками у підліску листяних дубових лісів.